# 伊納爾起
伊納爾起，蒙古族克勒德（克里葉特氏），蒙古正藍旗人，世居土默特地方。
康熙十三年，由七品官隨揚威大将軍阿密逹平定陝西。
康熙十四年三月，與偽總兵高定、蔡元德等戰於顯義關山下河岸邊，陣亡。